# Günter Hujara
Günter Hujara (* 9. Juni 1952 in Neuenbürg, Baden-Württemberg) ist ein ehemaliger deutscher Skisportfunktionär und Trainer. Nach seiner Tätigkeit als DSV-Trainer war er von 1993 bis 2014 als Renndirektor der Fédération Internationale de Ski (FIS) für die Herrenrennen im alpinen Skiweltcup zuständig.

## Biografie
Günter Hujara stammt aus Neuenbürg im Nordschwarzwald. In seiner Jugend bestritt er für den Skiverein Neuenbürg erfolgreich mehrere Rennen. So gewann er etwa 1969 in Steinlach bei Mössingen eines der ersten landesweiten Grasskirennen in der Jugendklasse. 1970 kürte er sich ebenfalls in der Jugendklasse zum Bezirksmeister im Riesenslalom und war damit der einzige aus dem Landkreis Calw in diesem Jahr.
Der ausgebildete Geographie- und Sportlehrer begann seine Laufbahn im professionellen Skirennsport 1976 beim Deutschen Skiverband (DSV). Nachdem er in den 1980er-Jahren die Speedmannschaft der deutschen Damen als Cheftrainer betreut hatte, wechselte er 1991 zum Weltverband FIS. Zwei Jahre lang war Hujara gemeinsam mit dem Österreicher Kurt Hoch verantwortlicher Funktionär bei den Damen. 1993 löste er Karl Frehsner als Renndirektor im Herren-Weltcup ab und war fortan für die Sicherheit und technische Abwicklung der Rennen verantwortlich. Aufgrund seiner resoluten Art geriet er in dieser Funktion nicht selten mit Athleten aneinander, so etwa mit Hermann Maier, der wegen kleinerer Regelverstöße zweimal disqualifiziert wurde, oder mit Bode Miller und Didier Cuche, deren Sicherheitsbedenken er nicht immer teilte. Hujara behielt jedoch meistens die Oberhand, was ihm Beinamen wie „Weltcup-Dirigent“ oder „Dompteur der Alphatiere“ einbrachte.
Am 10. Juni 2013 gab Hujara auf einer FIS-Konferenz in Dubrovnik bekannt, dass er nach der Olympiasaison 2013/14 von seiner Funktion als Renndirektor zurücktreten werde. Im Rahmen der Mannschaftsführersitzung wurde er am 15. März 2014 verabschiedet und übergab sein Amt an den Südtiroler Markus Waldner.
In der Folge blieb Hujara der FIS als Experte für „spezielle Projekte“ erhalten und forcierte – im Hinblick auf die Olympischen Spiele 2018 und 2022 – die Entwicklung des alpinen Skisports in Südkorea und China. So war er beispielsweise an der Ausbildung von Fachkräften und dem Aufbau der Infrastruktur im Jeongseon Alpine Centre beteiligt.
Günter Hujara ist verheiratet und Vater zweier Töchter. Maike Hujara (* 1984) nahm in der Saison 2004/05 sowohl am Skicross-Weltcup als auch an der Weltmeisterschaft in Ruka teil, wo sie Rang 21 belegte. Svenja Hujara (* 1986) bestritt einige alpine Skirennen im Juniorenbereich.

## Zitate
„Ich ärgere mich oft über dumme Aussagen. Wenn Bode Miller behauptet: «Die tun nichts, selbst wenn einer stirbt» – dann nehme ich ihn mir zur Brust.“

„Nur absolute Experten haben an diesem Berg etwas verloren. Alle, die trotzdem rauf wollen, sollten vorher mit ihrer Versicherung Kontakt aufnehmen.“

„Die Strecke hat drei Teile. Oben ist es Winter, in der Mitte Spätwinter und unten Frühling.“

„Wir haben es nicht so einfach wie ein Fußball-Schiedsrichter, der immer in ein Stadion einlaufen kann. Wir müssen das Stadion erst bauen und das Spielfeld herrichten.“

“I am very often asked ‘What can you do to keep this sport safe?’ And I must always answer: ‘We cannot keep a sport safe which is based on risk’.”

## Filmografie
- 2014: Streif – One Hell of a Ride